# Edifici de la Companyia de Gas Lebon
L'edifici de la Companyia de Gas Lebon està situat al carrer de Balmes, 19 de Barcelona i està catalogat com a bé cultural d'interès local. Actualment és la seu de la Mutua Universal de Seguros.

## Història
El 1894, la Companyia de Gas Lebon n'encarregà el projecte d'un edifici representatiu i d'oficines a l'arquitecte Francesc de Paula Villar i Carmona, que fou bastit entre aquesta data i el 1896.

## Descripció
Es tracta d'un edifici de planta quadrangular que s'inscriu en una parcel·la rectangular, bona part de la qual estava destinada en origen a jardí i actualment està habilitada com a aparcament. Un dels aspectes més rellevants i que el converteix en un de les construccions més destacades de final del segle xix a Barcelona és precisament el fet que sembla un edifici exempt, malgrat ser la testera d'una banda contínua d'edificació. L'arquitecte va aconseguir aquest efecte adossant-lo a la mitgera veïna del carrer de Balmes però obrint-ne la façana principal vers el jardí, al qual s'hi accedia des de la Gran Via de les Corts Catalanes.

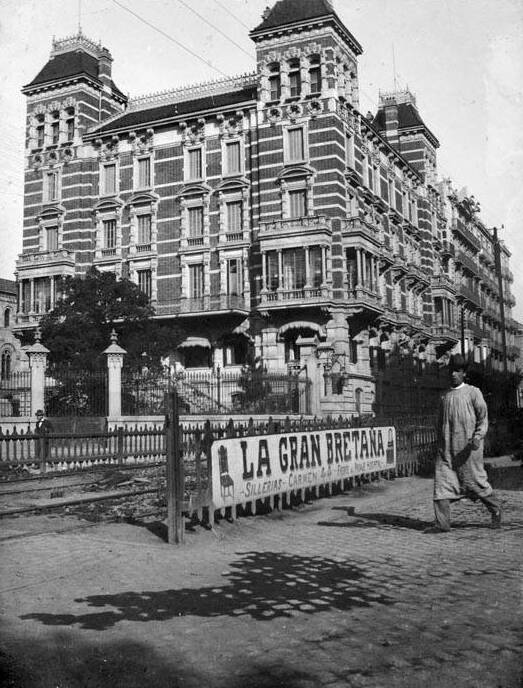
L'edifici de la Companyia entre 1888 i 1910

Consta de plnates clarament diferenciades en tres cossos. L'inferior, gairebé a manera de basament, presenta un tractament material molt diferent a la resta de la façana; fet amb carreus de pedra disposat en filades regulars, presenta dos nivells, un inferior on es troba l'entrada, i un superior, al que s'obren un seguit d'arcs escarsers rebaixats que li donen un aspecte de galeria o cos molt diàfan. No obstant això, però, aquest segon nivell guanya protagonisme a la zona de l'antic jardí on es disposava de l'entrada principal. En aquest frontis, una escala monumental amb barana de pedra dona accés a l'interior de l'immoble a través del segon nivell. Aquesta entrada queda, a més a més protegida dels agents atmosfèrics com sol o pluja a través del voladís del balcó que es desenvolupa al pis principal.
Pel que fa a la resta de la façana, cal ressaltar l'homogeneïtat d'elements i de composició als tres frontis. En aquest sentit, a sobre del basament de pedra ja descrit, on s'emmarquen les obertures del dos nivells interiors, es desenvolupa el cos de la façana pròpiament dit. Separat de l'inferior a través d'una cornisa correguda, aquesta pren rellevància als angles, on es desenvolupen les torres, convertint-se en un voladís que configura la base de les tribunes del pis principal. Aquestes tribunes es configuren com un element rectangular recolzat sobre de mènsules esculpides, amb barana de pedra i columnes jòniques que suporten un entaulament que és la base al balcó desenvolupat al segon pis.
Les finestres del pis principal queden emmarcades per pilastres jòniques que incorporen al fust diversos carreus de punxa de diamant i que es converteixen en l'únic element ornamental a banda de l'entaulament llis que les coronen.
Al segon pis, en canvi, les finestres -tot i que mantenen el mateix tipus de pilastra- es configuren com balcó ampitat i es rematen amb frontons semicirculars que contrasten amb les motllurades de l'últim pis.
L'edifici es remata amb una potent cornisa a la que s'obren unes obertures circulars a manera d'ulls de bou esculpides amb decoració floral i que coincideixen amb l'eix vertical on es disposen les finestres. A sobre de la cornisa es desenvolupa un darrer pis amb mansardes i coberta a una vessant que és fruit d'una obra posterior. Les torres cantoneres presenten una planta més que la resta de la façana, on es desenvolupa una mena de galeria molt diàfana a través d'una obertura triple amb arc i pilar central. Es cobreixen amb una coberta de falsa mansarda que es remata amb un terrat pla amb barana de ferro.
A diferència del nivell de basament fet en pedra, a la resta de la façana el material predominant és el maó, disposat en franges horitzontals i que contrasta amb la blancor de la pedra artificial dels muntants i llindes de les finestres.
El projecte original no preveia les mansardes, que són un element afegit que va modificar considerablement la percepció de la façana, ja que visualment empetiteix les torretes angulars i resta verticalitat al conjunt en general.